# زلزال توكوبيلا 2007
زلزال توكوبيلا 2007 هو زلزالٌ وقعَ في توكوبيلا في تشيلي بتاريخ 14 نوفمبر 2007.